# Antonio Banderas
José Antonio Domínguez Banderas (sinh ngày 10 tháng 8 năm 1960), thường được biết đến với nghệ danh Antonio Banderas, là một nam diễn viên người Tây Ban Nha. Nổi tiếng qua những đóng góp ở nhiều thể loại điện ảnh khác nhau trong suốt sự nghiệp của mình, ông đã giành được nhiều giải thưởng điện ảnh cao quý, bao gồm giải Cannes và giải Goya, cùng các đề cử gồm một giải Oscar, hai giải Primetime Emmy, năm giải Quả cầu vàng và một giải Tony. Với những thành tích kể trên, ông được đánh giá là một trong những diễn viên xuất sắc nhất trong lịch sử điện ảnh thế giới.

## Tiểu sử
Banderas sinh ngày 10 tháng 8 năm 1960 tại thành phố Málaga ở Andalucía, là con trai của Jose Domínguez Prieto (1920–2008), một sĩ quan cảnh sát trong Đội bảo vệ dân sự và Ana Bandera Gallego (1933-2017), một giáo viên địa phương. Ông có một anh/em trai tên Francisco Javier. Khi còn là một đứa trẻ, ông muốn trở thành một cầu thủ bóng đá chuyên nghiệp cho đến khi một bàn chân bị gãy làm tan biến ước mơ của ông ở tuổi mười bốn. Ông tỏ ra thích thú với nghệ thuật biểu diễn và thành lập một phần của Nhà hát ARA do Ángeles Rubio-Argüelles y Alessandri (vợ của nhà ngoại giao, nhà văn và đạo diễn phim Edgar Neville) điều hành và Đại học Nghệ thuật Sân khấu, cả hai đều ở Málaga. Công việc của ông trong nhà hát, và những buổi biểu diễn của ông trên đường phố, cuối cùng đã đưa ông đến một vị trí với Nhà hát Quốc gia Tây Ban Nha .

## Cuộc sống cá nhân
Ông là một người ủng hộ lâu năm của Málaga CF , ông cũng là một sĩ quan (mayordomo de trono) của một anh em tôn giáo Giáo hội Công giáo Rôma ở Málaga và đi du lịch trong Tuần Thánh để tham gia đám rước , mặc dù trong một cuộc phỏng vấn với tạp chí People, Banderas đã từng tự mô tả mình là người theo thuyết bất khả tri .
Năm 2009, Banderas đã phẫu thuật một khối u lành tính ở lưng .
Tháng 5 năm 2010, Banderas đã nhận được bằng tiến sĩ danh dự của Đại học Málaga tại thành phố nơi anh sinh ra. Banderas đã nhận được bằng danh dự từ Đại học Dickinson vào năm 2000.
Banderas luôn phải vật lộn với cách phát âm của một số từ tiếng Anh, như ông đã đề cập trong một bài viết năm 2011 với Tạp chí GQ .
Tháng 8 năm 2015, Banderas đã đăng ký một khóa học thiết kế thời trang tại Central Saint Martins 

## Hoạt động
Năm 1996, Bandera xuất hiện giữa các nhân vật khác của văn hóa Tây Ban Nha trong một video ủng hộ danh sách Đảng Công nhân Xã hội Tây Ban Nha trong cuộc tổng tuyển cử.
Năm 2013, ông kêu gọi châu Âu và Hoa Kỳ thi đua Hugo Chávez ở Venezuela và quốc hữu hóa các tập đoàn lớn như một giải pháp cho cuộc khủng hoảng kinh tế toàn cầu .
Tháng 6 năm 2015, Banderas đã thể hiện sự ủng hộ của mình đối với Israel bằng cách tham gia vào một sự kiện gây quỹ quy mô lớn do Tổ chức Lực lượng Quốc phòng Israel (FIDF) tổ chức, gây quỹ 31 triệu đô la cho binh sĩ Israel 

## Phim

### Diễn viên
| Năm  | Tên phim                                            | Tên phim                                           | Vai diễn                       | Ghi chú |
| Năm  | Tiếng Việt                                          | Tiếng Anh                                          | Vai diễn                       | Ghi chú |
| ---- | --------------------------------------------------- | -------------------------------------------------- | ------------------------------ | --- |
| 1982 |                                                     | Pestañas postizas                                  | Antonio Juan                   | |
| 1982 |                                                     | Laberinto de pasiones                              | Sadec                          | |
| 1983 |                                                     | Y del seguro... líbranos Señor!                    | Pipi                           | |
| 1984 |                                                     | El caso Almería                                    | Juan Luque                     | |
| 1984 |                                                     | El señor Galíndez                                  | Eduardo                        | |
| 1984 |                                                     | Fragmentos de interior                             | Joaquín                        | TV Series |
| 1984 |                                                     | Los zancos                                         | Alberto                        | |
| 1985 |                                                     | Réquiem por un campesino español                   | Paco                           | Nam diễn viên xuất sắc nhất Fotogramas de Plata Award Nam diễn viên xuất sắc nhất Murcia Week of Spanish Cinema |
| 1985 |                                                     | La corte de Faraón                                 | Fray José                      | Nam diễn viên xuất sắc nhất Fotogramas de Plata Award Nam diễn viên xuất sắc nhất Murcia Week of Spanish Cinema |
| 1985 |                                                     | Caso cerrado                                       | Preso                          | Nam diễn viên xuất sắc nhất Fotogramas de Plata Award |
| 1986 |                                                     | Matador                                            | Ángel                          | Đề cử — Giải Goya cho Nam diễn viên phụ xuất sắc nhất Đề cử — Nam diễn viên xuất sắc nhất Murcia Week of Spanish Cinema |
| 1986 |                                                     | Puzzle                                             | Andrés                         | |
| 1986 |                                                     | 27 horas                                           | Rafa                           | Nam diễn viên Tây Ban Nha xuất sắc nhất Sant Jordi Awards |
| 1986 |                                                     | Delirios de amor                                   | Amante de Jaime                | Nam diễn viên Tây Ban Nha xuất sắc nhất Sant Jordi Awards Đề cử — Nam diễn viên xuất sắc nhất Fotogramas de Plata Award |
| 1987 |                                                     | La ley del deseo                                   | Antonio Benítez                | Nam diễn viên Tây Ban Nha xuất sắc nhất Sant Jordi Awards Đề cử — Nam diễn viên xuất sắc nhất Fotogramas de Plata Award |
| 1987 |                                                     | Así como habían sido                               | Damián                         | Nam diễn viên xuất sắc nhất Fotogramas de Plata Award |
| 1988 |                                                     | Women on the Verge of a Nervous Breakdown          | Carlos                         | Nam diễn viên xuất sắc nhất Fotogramas de Plata Award |
| 1988 |                                                     | El placer de matar                                 | Luis                           | Nam diễn viên xuất sắc nhất Fotogramas de Plata Award |
| 1988 |                                                     | Bâton Rouge                                        | Antonio                        | Nam diễn viên xuất sắc nhất Fotogramas de Plata Award |
| 1989 |                                                     | Bajarse al moro                                    | Alberto                        | Đề cử — Nam diễn viên xuất sắc nhất Fotogramas de Plata Award |
| 1989 |                                                     | Si te dicen que caí                                | Marcos                         | Đề cử — Nam diễn viên xuất sắc nhất Fotogramas de Plata Award |
| 1989 |                                                     | La Blanca Paloma                                   | Mario                          | Nam diễn viên xuất sắc nhất Liên hoan phim quốc tế Valladolid Nam diễn viên xuất sắc nhất Fotogramas de Plata Award |
| 1989 |                                                     | El Acto                                            | Carlos                         | |
| 1989 |                                                     | Atame!                                             | Ricky                          | Nam diễn viên xuất sắc nhất Golden India Catalina Award Nam diễn viên xuất sắc nhất Fotogramas de Plata Award Nam diễn viên xuất sắc nhất Hiệp hội các nhà phê bình giải trí Latin Đề cử — Giải Goya cho Nam diễn viên chính xuất sắc nhất |
| 1990 |                                                     | La Mujer de tu vida: La mujer feliz                | Antonio                        | Đề cử — Nam diễn viên truyền hình xuất sắc nhất Fotogramas de Plata Award |
| 1990 |                                                     | La otra historia de Rosendo Juárez                 | Rosendo Juárez                 | TV |
| 1990 |                                                     | Contra el viento                                   | Juan                           | Nam diễn viên xuất sắc nhất Fotogramas de Plata Award |
| 1991 |                                                     | Terra Nova                                         | Antonio                        | |
| 1992 |                                                     | Una Mujer bajo la lluvia                           | Miguel                         | Đề cử — Nam diễn viên xuất sắc nhất Fotogramas de Plata Award |
| 1992 |                                                     | The Mambo Kings                                    | Néstor Castillo                | Đề cử — Nam diễn viên xuất sắc nhất Fotogramas de Plata Award Đề cử — Vai chính Spanish Actors Union Award |
| 1993 |                                                     | Il Giovane Mussolini                               | Benito Mussolini               | TV |
| 1993 |                                                     | ¡Dispara!                                          | Marcos                         | Đề cử — Nam diễn viên xuất sắc nhất Fotogramas de Plata Award |
| 1993 |                                                     | The House of the Spirits                           | Pedro Tercero García           | |
| 1993 |                                                     | Philadelphia                                       | Miguel Álvarez                 | |
| 1994 |                                                     | Of Love and Shadows                                | Francisco                      | Đề cử — Nam diễn viên xuất sắc nhất NCLR Bravo Awards |
| 1994 | Phỏng vấn ma cà rồng                                | Interview with the Vampire: The Vampire Chronicles | Armand                         | |
| 1995 |                                                     | Miami Rhapsody                                     | Antonio                        | |
| 1995 | Kẻ liều mạng                                        | Desperado                                          | El Mariachi (Manito)           | Đề cử — Giải Điện ảnh và Truyền hình của MTV cho Nụ hôn đẹp nhất Đề cử — Giải Điện ảnh của MTV cho Người đàn ông đáng mơ ước nhất |
| 1995 |                                                     | Four Rooms                                         | Một người chồng                | Phân khúc "The Misbehavers |
| 1995 | Những kẻ ám sát                                     | Assassins                                          | Miguel Bain                    | |
| 1995 |                                                     | Never Talk to Strangers                            | Tony Ramirez                   | |
| 1995 |                                                     | Two Much                                           | Art Dodge                      | Đề cử — Giải Goya cho nam diễn viên chính xuất sắc nhất Đề cử — Nam diễn viên xuất sắc nhất Fotogramas de Plata Award |
| 1996 |                                                     | Evita                                              | Che Guevara                    | Đề cử — Giải Quả cầu vàng cho nam diễn viên phim ca nhạc hoặc phim hài xuất sắc nhất |
| 1997 |                                                     | Wag the Dog                                        | Ramón                          | Sau này được thay thế bằng Ramón thật |
| 1998 | Mặt nạ Zorro                                        | The Mask of Zorro                                  | Alejandro Murrieta/Zorro       | Giải Phim châu Âu cho nam diễn viên xuất sắc nhất Lasting Image Award Imagen Awards Đề cử — Giải Quả cầu vàng cho nam diễn viên phim ca nhạc hoặc phim hài xuất sắc nhất Đề cử — Giải Phim châu Âu - Thành tựu trong nền điện ảnh thế giới Đề cử — Nam diễn viên xuất sắc nhất Giải thưởng ALMA Đề cử — Nam diễn viên được yêu thích - Hành động / Phiêu lưu Giải thưởng Giải trí Blockbuster Đề cử — Giải Điện ảnh và Truyền hình của MTV cho Cảnh chiến đấu xuất sắc nhất |
| 1998 | Andrew Lloyd Webber's Royal Albert Hall Celebration |                                                    |                                | |
| 1999 | Chiến binh thứ 13                                   | The 13th Warrior                                   | Ahmad ibn Fadlan               | Giải Phim châu Âu - Thành tựu trong nền điện ảnh thế giới Đề cử — Nam diễn viên xuất sắc nhất Giải thưởng ALMA |
| 1999 |                                                     | The White River Kid                                | Morales Pittman                | |
| 1999 |                                                     | Play It to the Bone                                | César Domínguez                | |
| 2001 |                                                     | The Body                                           | Father Matt Gutiérrez          | |
| 2001 | Điệp viên nhí                                       | Spy Kids                                           | Gregorio Cortez                | Đề cử — Nam diễn viên xuất sắc nhất Giải thưởng ALMA Đề cử — Sự lựa chọn của trẻ em của kênh Nickelodeon cho Nam chiến binh được yêu thích nhất |
| 2001 | Nguồn gốc tội lỗi                                   | Original Sin                                       | Luís Vargast                   | |
| 2002 | Người đàn bà tội lỗi                                | Femme Fatale                                       | Nicolas Bardo                  | |
| 2002 |                                                     | Spy Kids 2: The Island of Lost Dreams              | Gregorio Cortez                | |
| 2002 | Hoạ sĩ dâm đãng                                     | Frida                                              | David Alfaro Siqueiros         | |
| 2002 |                                                     | Ballistic: Ecks vs. Sever                          | Jeremiah Ecks                  | |
| 2003 | Điệp Viên Nhí 3: Trò Chơi Sinh Tử                   | Spy Kids 3-D: Game Over                            | Gregorio Cortez                | |
| 2003 | Một thời ở Mexico                                   | Once Upon A Time In Mexico                         | El Mariachi                    | Nam diễn viên xuất sắc nhất Imagen Awards |
| 2003 |                                                     | And Starring Pancho Villa as Himself               | Pancho Villa                   | Nam diễn viên truyền hình xuất sắc nhất Imagen Awards Diễn viên xuất xuất sắc nhất trong thể loại chính kịch NAMIC Vision Award Đề cử — Giải Primetime Emmy cho nam diễn viên chính xuất sắc trong Loạt phim giới hạn hoặc Phim điện ảnh Đề cử — Giải Quả cầu vàng cho nam diễn viên trong loạt truyện ngắn hoặc phim truyền hình xuất sắc nhất |
| 2003 |                                                     | Imagining Argentina                                | Carlos Rueda                   | |
| 2004 |                                                     | Far Far Away Idol                                  | Mèo đi hia                     | Lồng tiếng Phim ngắn |
| 2004 | Gã chằn tinh tốt bụng 2                             | Shrek 2                                            | Mèo đi hia                     | Lồng tiếng Đề cử — Giải Annie cho lồng tiếng trong sản xuất phim Đề cử — Giải Điện ảnh và Truyền hình của MTV cho Diễn xuất hài xuất sắc nhất Đề cử — Màn trình diễn nhân vật hoạt hình xuất sắc nhất Hiệp hội hiệu ứng hình ảnh VES Award |
| 2005 | Huyền thoại Zorro                                   | The Legend of Zorro                                | Don Alejandro de la Vega/Zorro | Đề cử — Nam diễn viên xuất sắc nhất Imagen Awards |
| 2006 | Điệu nhảy sôi động                                  | Take the Lead                                      | Pierre Dulaine                 | Nam diễn viên xuất sắc nhất Imagen Awards |
| 2007 | Thị trấn nơi biên giới                              | Bordertown                                         | Díaz                           | |
| 2007 | Gã chằn tinh tốt bụng phần 3                        | Shrek the Third                                    | Mèo đi hia                     | Lồng tiếng |
| 2008 | Bạn trai mới của mẹ                                 | My Mom's New Boyfriend                             | Tommy Lucero / Tomas Martinez  | |
| 2008 | Tình địch                                           | The Other Man                                      | Ralph                          | |
| 2009 | Kẻ cắp gặp ông già                                  | Thick as Thieves                                   | Gabriel Martin                 | |
| 2010 | Shrek: Cuộc phiêu lưu cuối cùng                     | Shrek Forever After                                | Mèo đi hia                     | Lồng tiếng |
| 2010 |                                                     | You Will Meet a Tall Dark Stranger                 | Greg Clemente                  | |
| 2011 |                                                     | The Big Bang                                       | Ned Cruz                       | |
| 2011 | Vàng Đen                                            | Day of the Falcon                                  | Emir Nesib                     | |
| 2011 | Tôi sống trong tôi                                  | La piel que habito                                 | Robert Ledgard                 | Đề cử — Giải Goya cho nam diễn viên chính xuất sắc nhất Đề cử — Giải Sao Thổ cho nam diễn viên chính xuất sắc nhất |
| 2011 | Mèo đi hia                                          | Puss in Boot                                       | Mèo đi hia                     | Lồng tiếng Sự lựa chọn của trẻ em của Kênh Nickelodeon cho Lồng tiếng phim hoạt hình được yêu thích nhất |
| 2012 | Người đẹp báo thù                                   | Haywire                                            | Rodrigo                        | |
| 2012 | Mèo đi hia: Ba tiểu quỷ                             | Puss in Boots: The Three Diablos                   | Mèo đi hia                     | |
| 2012 | Cô Gái Trong Mơ                                     | Ruby Sparks                                        | Mort                           | |
| 2013 | Tập đoàn sát thủ 2                                  | Machete Kills                                      | El Camaleón                    | Cameo |
| 2013 | Justin và những hiệp sĩ quả cảm                     | Justin and the Knights of Valour                   | Clorex                         | Lồng tiếng Nhà sản xuất |
| 2014 | Số hóa                                              | Autómata                                           | Jacq Vaucan                    | Nhà sản xuất |
| 2014 | Biệt đội đánh thuê 3                                | The Expendables 3                                  | Galgo                          | |
| 2015 | Burger Beard                                        | The SpongeBob Movie: Sponge Out of Water           |                                | |
| 2015 |                                                     | Knight of Cups                                     | Tonio                          | |
| 2015 | 33 thợ mỏ                                           | The 33                                             | Mario Sepúlveda                | |
| 2016 |                                                     | Finding Altamira                                   | Marcelino                      | |
| 2017 | Giăng bẫy                                           | Black Butterfly                                    | Paul                           | |
| 2017 |                                                     | Gun Shy                                            | Turk Enry                      | [ 11 ] |
| 2017 | Người gác đêm                                       | Security                                           | Eduardo "Eddie" Deacon         | |
| 2017 | Luật báo thù                                        | Acts of Vengeance                                  | Frank Valera                   | |
| 2017 |                                                     | Bullet Head                                        | Blue                           | |
| 2017 |                                                     | The Music of Silence                               | The Maestro                    | |
| 2018 | Cú lừa ngoạn mục                                    | Beyond the Edge                                    | Gordon                         | |
| 2018 |                                                     | Genius 2                                           | Pablo Picasso                  | Đề cử — Giải Quả cầu vàng cho nam diễn viên xuất sắc nhất - Miniseries hoặc Phim truyền hin Đề cử — Giải Primetime Emmy cho nam diễn viên chính xuất sắc trong Loạt phim giới hạn hoặc Phim truyền hình Đề cử — Giải thưởng của Nghiệp đoàn Diễn viên Màn ảnh cho Diễn xuất nổi bật của nam diễn viên trong Phim truyền hình ngắn tập hoặc Phim truyền hình |
| 2018 |                                                     | Life Itself                                        | Mr. Saccione                   | |
| 2019 | Đau đớn và vinh quang                               | Pain and Glory                                     | Salvador Mallo                 | Giải cho nam diễn viên xuất sắc nhất (Liên hoan phim Cannes) |
| 2019 | Annabelle: Ác quỷ trở về                            | Annabelle Comes Home                               | Demon Werewolf                 | |
| 2020 |                                                     | The Voyage of Doctor Dolittle                      | Rassouli                       | |
| 2020 |                                                     | Lamborghini – The Legend                           | Ferruccio Lamborghini          | |
| 2020 | Dị nhân thế hệ mới                                  | The New Mutants                                    |                                | |
| 2020 | The Hitman's Wife's Bodyguard                       |                                                    |                                | |
| 2020 | Ramón Fonseca                                       | The Laundromat                                     |                                | |
| 2023 | Indiana Jones và vòng quay định mệnh                | Indiana Jones and the Dial of Destiny              | Renaldo                        | |

### Đạo diễn
| Năm  | Tên gốc                   | Tên tiếng Việt      | Ghi chú |
| ---- | ------------------------- | ------------------- | --- |
| 1999 | Crazy in Alabama          | Điên loạn ở Alabama | Đạo diễn xuất sắc nhất Giải thưởng ALMA Giải Phim châu Âu - Thành tựu trong nền điện ảnh thế giới Đề cử — Giải Sư tử vàng |
| 2006 | El camino de los ingleses |                     | Liên hoan phim quốc tế Berlin Label Europa Cinemas                                                                        |

### Hát nhạc phim
- Evita (phim) năm 1996
- Lễ trao giải Oscar lần thứ 77 năm 2004: bài Al Otro Lado Del Rio

### Viết nhạc cho phim
- Once Upon a Time in Mexico 2003: bài "Y Me Dejastes Tirado En La Calle"

### Nhà sản xuất
- The Missing Lynx ((tiếng Tây Ban Nha): El Lince Perdido) 2008

### Kịch
| Năm  | Tên  | Vai           | Ghi chú |
| ---- | ---- | ------------- | --- |
| 2003 | Nine | Guido Contini | Nam diễn viên xuất sắc nhất Theatre World Award Giải thưởng Drama Desk cho nam diễn viên nổi bật nhất thể loại Musical Đề cử – Giải Tony cho nam diễn viên chính thể loại nhạc kịch xuất sắc nhất Lễ trao giải Tony lần thứ 57 |